# Erstatning udenfor kontrakt
Erstatning uden for kontrakt er et juridisk begreb, der bruges af metodiske og oversigtsmæssige hensyn inden for erstatningsretten og obligationsretten.
Begrebet betegner en situation, hvor er erstatningskrav ikke har hjemmel i en aftale.